# Koga Michiteru
Koga Michiteru est un nom japonais traditionnel ; le nom de famille (ou le nom d'école), Koga, précède donc le prénom (ou le nom d'artiste).
Koga Michiteru (久我通光) (1187 - 14 février 1248) est un poète et courtisan de première classe japonais du début de l'époque de Kamakura. 

## Généalogie
Il est le troisième fils du naidaijin Minamoto no Michichika. Il a une sœur cadette (d'un père différent), Minamoto no Zaishi, fille de Shomei Mon In, mère de l'empereur Tsuchimikado. Il épouse une des filles du prince Masanari et a pour enfants, Koga Michihira, Koga Michitada, Koga Nobumichi, Koga Michiyoshi, Koga Masamitsu, a Rokujō Michiari et Shikiken Mon In no Mikushige. Il est le cinquième chef du clan Koga et fait partie des trente-six nouveaux poètes immortels .  

## Carrière
En 1188, il reçoit le titre de « noble », en 1201 celui de jusanmi et en 1202, il est élevé au rang de shōsanmi et immédiatement après, junii la même année. À la mort de son père à la fin 1202, il devient un important vassal de l'empereur retiré Go-Toba. En 1204, il est nommé gonchūnagon et en 1205, promu chūnagon et shōnii. Il est nommé gondainagon en 1207, en 1218 dainagon et en 1219, naidaijin. 
Durant la guerre de Jōkyū, il se range du côté des forces impériales menées par l'empereur Go-Toba et le prince Masanari et doit nécessairement abandonner les charges administratives du shogunat de Kamakura. Après le conflit, il voyage secrètement dans la province d'Oki pour rencontrer l'empereur Go-toba qui y est exilé. Après l'évènement de l'empereur Go-Saga -qui est son neveu-  en 1242, il récupère pouvoir et influence, conspire contre son frère Tsuchimikado Sadamichi et en 1246, atteint les rangs de juichii et de daijō-daijin, charges qu'il occupe jusqu'à sa mort.

## Poète
En tant que poète waka, il participe à de nombreux utaawase (concours de poésie waka) en 1201, 1202, 1203, 1204, 1206, 1216, 1217, 1219, 1236 et 1247. Il est très actif ans les cercles de poésie patronnés par l'empereur Juntoku, mais après la guerre de Jokyū, il décide de délaisser ses activités poétiques et n'y revient que durant les dernières années de sa vie. Quelques-uns de ses poèmes sont inclus dans l'anthologie impériale Shin Kokin Wakashū. Il est également connu pour son habileté au biwa.